# مذكرات الدعوة والداعية
مذكرات الدعوة والداعية كتاب سيرة ذاتية ألفه الداعية حسن البنا عن حياته ونشأته الإسلامية وانتقاله للقاهرة للدراسة بدار العلوم وتأسيسه لجماعة الإخوان المسلمين، وقد نصح في مقدمته المشتغلين بالعمل العام بعدم كتابة مذكراتهم فقال: (أوصي الذين يعرضون أنفسهم للعمل العام ويرون أنفسهم عرضة للاحتكاك بالحكومات ألا يحرصوا على الكتابة)
وقد قدم للكتاب الشيخ أبو الحسن الندوي عميد ندوة العلماء- لكهنؤ - الهند.
طرح حسن البنا في الكتاب سيرته من قريته المحمودية، مروراً بمدرسة الرشاد الدينية التي تلقى فيها تعليمه الأولي، فالمدرسة الإعدادية، والجمعيات التي أسسها أو شارك في تأسيسها مثل جمعية الأخلاق الأدبية، وجمعية منع المحرمات. ثم يتناول الطريقة الحصافية ورأيه في التصوف. كما يتناول الحركة الوطنية في ذلك الوقت الإضرابات والمظاهرات.
ثم يذكر دخوله دار العلوم ورأيه في العلم والشهادات.

## فصول الكتاب
تتعدد فصول الكتاب إلى ما يزيد عن 60 فصل يبين فيها الكاتب بعض ما مر فيه من عمل وسفر ورحلات واجتماعات. 

## وصلات خارجية
- الكتاب على موقع اخوان ويكي